# Leandro Euzébio
Leandro da Fonseca Euzébio (* 18. August 1981 in Cabo Frio) ist ein ehemaliger brasilianischer Fußballspieler.

## Karriere
Leandro begann seine Karriere 2001 beim Erstligisten Fluminense FC und spielte unter anderem auch bei Rio das Ostras FC, Bonsucesso FC, América Mineiro und AD Cabofriense. 2005 unterschrieb er einen Vertrag beim Erstligisten Cruzeiro EC. 2006 wurde er an Zweitligisten Náutico Capibaribe ausgeliehen. 2006 wurde er mit Náutico Tabellendritter und stieg in die erste Liga auf. 2007 wurde er an japanischen Erstligisten Ōmiya Ardija ausgeliehen und 2009 an Goiás EC. Von 2010 bis 2014 war er bei Fluminense FC unter Vertrag. Mit Fluminense wurde er 2010 und 2012 brasilianischer Meister. Danach spielte er bei al-Khor SC, Tupi FC und AD Cabofriense.

## Erfolge
Bonsucesso
- Staatsmeisterschaft von Rio de Janeiro Terceira Divisão: 2003

Cruzeiro
- Staatsmeisterschaft von Minas Gerais: 2006

Fluminense
- Taça Guanabara: 2012
- Staatsmeisterschaft von Rio de Janeiro: 2012
- Brasilianischer Meister: 2010, 2012